# 10486 Teron
10486 Teron è un asteroide della fascia principale. Scoperto nel 1985, presenta un'orbita caratterizzata da un semiasse maggiore pari a 2,2918246 au e da un'eccentricità di 0,0931269, inclinata di 3,99076° rispetto all'eclittica.